# 14. Armee (Deutsches Kaiserreich)

Flagge eines Stabes eines Armeeoberkommandos (1871–1918)

Als 14. Armee / Armeeoberkommando 14 (AOK 14) wurde ein Großverband und die dazugehörige Kommandobehörde des deutschen Heeres während des Ersten Weltkrieges (1914–1918) bezeichnet. Sie umfasste mehrere Armee- oder Reservekorps sowie zahlreiche Spezialtruppen. Am 1. Februar 1918 wurde aus der 14. Armee durch Verlegung an die Westfront und Umbenennung die 17. Armee.

## Geschichte

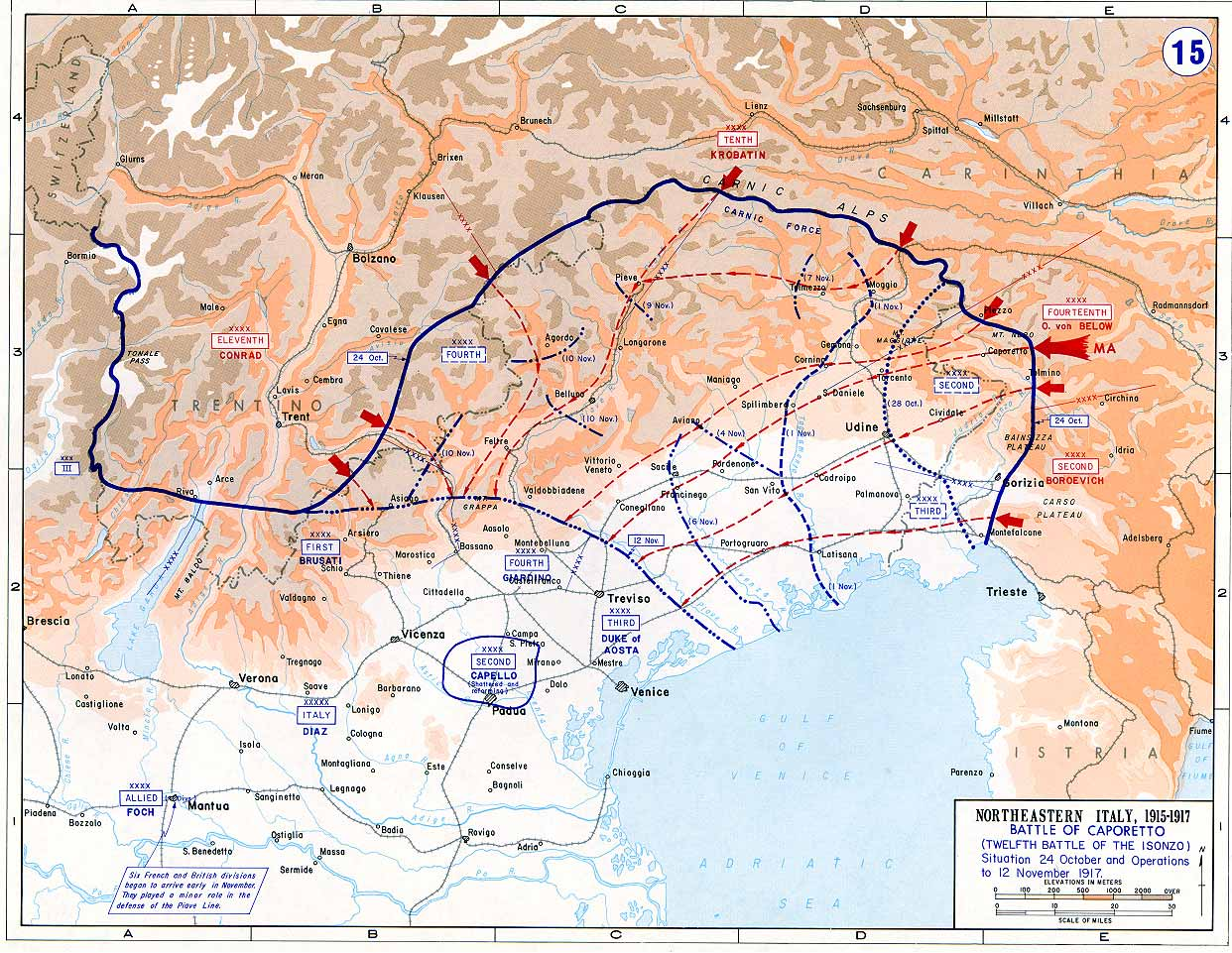
Die Schlacht von Karfreit Oktober/November 1917

Nach der elften Schlacht am Isonzo war das österreichisch-ungarische Heer an der Italienfront stark geschwächt. Im Generalstab musste man befürchten, einer weiteren italienischen Offensive nicht mehr gewachsen zu sein. Deshalb ersuchte man die deutsche Oberste Heeresleitung um Hilfe. Diese befürchtete einen militärischen Zusammenbruch der Italienfront und stellte deshalb sieben Divisionen, 540 Geschütze, 216 Minenwerfer und etwa 100 Flugzeuge zur Verfügung, die von der West- und Ostfront abgezogen wurden. Aus diesen Truppen wurde eine neue 14. Armee unter General der Infanterie Otto von Below zwischen Tolmein und Flitsch zusammengezogen. Für die Zwölfte Isonzoschlacht am 24. Oktober 1917 unterstanden dem AOK 14 zusätzlich drei österreichisch-ungarische Divisionen. Das Armeeoberkommando 14 wurde aus dem Stab der bisherigen Armeeabteilung Scheffer gebildet.
Das Hauptquartier des Armeeoberkommandos befand sich zuerst in Krainburg und dann ab dem 10. November 1917 in Vittorio. Nach der erfolgreichen Offensive erstarrte die Front bald wieder im Stellungskrieg. Die deutsche Oberste Heeresleitung beschloss, deshalb ihre Kräfte wieder abzuziehen und sie auf den anderen Kriegsschauplätzen zu verwenden. Zunächst wurde am 23. Januar 1918 das Armeeoberkommando 14 zurückberufen. Wenige Wochen später wurde dieses Oberkommando in Armeeoberkommando 17 umbenannt und an die Westfront verlegt. Die deutschen Truppen der Italienfront traten unter den Befehl des Generalkommandos 51 und wurden im Februar 1918 schließlich verlegt.

## Truppenteile
Bereitstellungen der 14. Armee
- Links:
„Gruppe Scotti“ mit 1. (k.u.k.) InfTrpDiv (Infanterie-Truppendivision) bei Selo, dahinter 5. Infanterie-Division
„Gruppe Berrer“[5] mit 200. Infanterie-Division im Südteil des Tolmeiner Brückenkopfes, dahinter die 26. Infanterie-Division (1. Königlich Württembergische)
- Mitte:
„Gruppe Stein“ (kgl. bay. III. Korps) mit Alpenkorps im Nordteil des Brückenkopfes, 12. Infanterie-Division nördl. Tolmein, 50. (k.u.k.) InfTrpDiv bis zum Krn. Hinter dem Alpenkorps östl. Sela die 117. Infanterie-Division
- Rechts:
Gruppe Krauß: (I. k.u.k. Korps) mit 55. (k.u.k.) InfTrpDiv bis zum Becken von Flitsch, 22. (k.k.) SchtzDiv[6] im Becken von Flitsch, k.u.k. Edelweißdivision (3. InfTrpDiv) bis zum Rombon. Dahinter nordöstlich Soca die Deutsche Jäger-Division.
- Armeereserven:
Hinter dem linken Flügel in der Tiefe: 13. (k.k.) SchtzDiv, 4. (k.u.k.) InfTrpDiv und 33. (k.u.k.) InfTrpDiv